# Санкт Пелтен
Санкт Пелтен је важан град у Аустрији, смештен у средишњем делу државе. Санкт Пелтен је управно, привредно и културно средиште покрајине Доње Аустрије, где чини засебан градски округ.

## Порекло назива
Назив Санкт Пелтен води порекло од имена светитеља, св. Иполита. Постепеном променом овог имена дошло се до данашњег назива града.

## Природне одлике
Санкт Пелтен се налази у средишњем делу Аустрије. Престоница Беч удаљена је око 65 км источно од града.
Рељеф: Санкт Пелтен се сместио у северној подгорини Алпа, на реци Трејсен. Река Дунав протиче 30 км северно.
Клима: Клима у граду је умерено континетална са малим утицајем планинске климе због близине Алпа.
Воде: Кроз град протиче река Трејсен, која на овом месту излази из алпских долина и улази у Подунавску низину.

## Историја
Већ у неолиту настају прва насеља на месту данашњег Санкт Пелтена. У римско доба постоји град Аелија Кетијум (лат. Aelia Cetium) који се броји у главна насеља римске провинције Норик. Са пропадањем римског царства и Аелија Кетијум губи своје значење и даље се не налази у писаним изворима. Тек 799. године помиње се насеље Трајсма.
Око 771. године основан је бенедиктински манастир посвећен Светом Иполиту, по којим је касније и насеље добило име. 1050. године насеље добија право трговишта, око 1159. године и право града. У 13. веку град се шири и добија бедеме. Угарски краљ Матија Корвин заузима град који му служи као једно од главних упоришта за своју кратку владавину над Аустријом. Након што су Хабзбурговци обновили своју владавину у Аустрији, Санкт Пелтену се ново дају градска права при чему добија веће повластице.
У доба ратова са Османлијама градски бедеми Санкт Пелтена успешно одбијају турске нападе 1529. године и 1683. године. После 1560. године, са реформацијом, главни део становника постаје протестантске вероисповести. После 1573. године следи противреформација и римокатоличка обнова завршена је око 1623. године. У 17. и 18. веку град доживљава барокни процват и добија свој историјски изглед. Наполеон заузима 1805. године. Санкт Пелтен и француски војници остају у граду следеће три године.
Са градњом западне железнице (Westbahn) 1858. године. Санкт Пелтен полако се развијао у индустријски град. После 1903. године настају прва велика предузећа. Град постаје већи и 1922. године постаје тзв. статутарни град, тј. са засебним градским правом. У Другом светском рату скоро половина града била је уништена. Обнова града завршена је 1955. г. 1972. године Санкт Пелтен је прешао границу од 50.000 становника.

### Санкт Пелтен као главни град Доње Аустрије
Првобитну Аустрију у раном средњем веку чиниле су покрајине Доња и Горња Аустрија. Како су Хабзбурговци ширили своју власт, стара Аустрија дели се у 15. веку у две покрајине, у доба монархије крунска војводства. Док је Горња Аустрија још од самог почетка у Линцу имала свој главни град, Доња Аустрија имала је свој административни центар даље у Бечу. Тиме је Беч за време аустријске монархије био једнако главни град царства и Доње Аустрије. После пада монархије, у Републици Аустрији, одлучено је 1922. године да Доња Аустрија и Беч постану засебне покрајине. У Бечу је остало управно седиште покрајине Доње Аустрије, па је Беч је био главни град државе и засебна покрајина и главни град околне покрајине.
1986. године покрајинска влада Доње Аустрије донела је одлуку да успостави главни град на подручју своје покрајине. Организован је референдум за будући главни град и за избор су се такмичили већи градови градови покрајине: Кремс, Баден, Тулн, Винер Нојштат и Санкт Пелтен. Са 45% Санкт Пелтен је добио највише гласова и тако постао нови главни град Доње Аустрије. Исељивање свих управних установа из Беча завршено је 1997. г.

## Становништво
| 1981.  | 1991.  | 2001.  | 2011.  |
| ------ | ------ | ------ | ------ |
| 50.419 | 50.026 | 49.121 | 51.955 |

По процени из 2016. у граду је живело 54213 становника. Пре једног века град је имао 20.000 становника. У првој половини 20. века град је брзо растао тако да је до 70их година досегао данашњу цифру. Последњих деценија град демографски стагнира, али су се током овог времена развила предграђа.

## Градске знаменитости
Санкт Пелтен је данас најпознатији као седиште покрајинске управе и њених установа. Град има и развијене образовне установе - Унивезитет примењених наука и Универзитет дизајна.

## Галерија
- Градска већница
- Седиште покрајинске управе
- Торањ Klangturm, нови симбол града
- Детаљ из градског језгра

## Партнерски градови
- Брно
- Клиши
- Хајденхајм на Бренцу
- Курашики
- Вухан
- Аксарај
- Алтуна
- Столни Београд